# Виктор Амадей I
Виктор Амадей I (итал. Vittorio Amedeo I; 8 мая 1587, Турин — 7 октября 1637, Верчелли) — герцог Савойский с 1630 года, также номинальный король Армении, Кипра и Иерусалима.

## Биография
Сын Карла Эммануила I и Каталины Микаэлы Австрийской. В детстве проводил много времени при испанском дворе в Мадриде. После смерти старшего брата Филиппа Эммануила стал наследником герцогства.
Со смертью 1633 году сестры своей матери, Изабеллы Клары Эухении, вице-королевы Нидерландов, брат Маргариты Савойской Виктор Амадей I оказался наследником прав своей бабушки по материнской линии — Изабеллы Валуа, сестры французских королей Карла IX и Генриха III.

### Правление
Виктор Амадей стал герцогом в 1630 году. Политика его отца вызвала большую неустойчивость в отношениях и с Францией и с Испанией. Тот участвовал в войне за наследование Мантуи и Монферрата. Когда в 1631 году был заключен Кераскский мир, герцогство получило от Монферрата денежную компенсацию, города Трино и Альба, а также Пинероло, который, согласно секретному пункту соглашения, был передан Франции.
Впоследствии, под руководством кардинала Ришельё, герцог попытался создать антииспанскую лигу в Италии. В 1637 году он сокрушил испанскую армию при сражении в Момбальдоне. 25 сентября того же года, Виктор Амадей заболел после обеда у герцога Креки. Он умер 7 октября на пути к Турину.

### Семья
После ухудшения отношений с Испанией, герцог женился на французской принцессе Кристине Марии (1606—1663), дочери короля Генриха IV. В этом браке родились:
- Людвиг Амадей (1622—1628);
- Луиза Кристина (1629—1692), супруга своего дяди Мориса Савойского;
- Франциск Гиацинт (1632—1638), герцог Савойский;
- Карл Эммануил II (1634—1675), герцог Савойский;
- Маргарита Виоланта (1635—1663), супруга герцога Пармского Рануччо II Фарнезе;
- Генриетта Аделаида (1636—1676), супруга курфюрста Баварии Фердинанда Марии;
- Екатерина Беатриса (1636—1637).

После смерти мужа Кристина взяла на себя регентство при сыне Франциске Гиацинте, а позже при Карле Эммануиле II.